# Сан-Жуан-ди-Пирабас

Сан-Жуан-ди-Пирабас на карте штата.

Сан-Жуан-ди-Пирабас (порт. São João de Pirabas) — муниципалитет в Бразилии, входит в штат Пара. Составная часть мезорегиона Северо-восток штата Пара. Входит в экономико-статистический микрорегион Салгаду. Население составляет 20 647 человек на 2010 год. Занимает площадь 705,542 км². Плотность населения — 29,26 чел./км².
Праздник города — 10 мая. 

## Демография
Согласно сведениям, собранным в ходе переписи 2010 г. Национальным институтом географии и статистики (IBGE), население муниципалитета составляет:
| Полное население                               | Полное население                               | Полное население                               | Полное население                               | 20 647 |
| ---------------------------------------------- | ---------------------------------------------- | ---------------------------------------------- | ---------------------------------------------- | ------ |
| в том числе:                                   | Городское население                            | 10 487                                         | Процент городского населения, %                | 50,79  |
|                                                | Сельское население                             | 10 160                                         | Процент сельского населения, %                 | 49,21  |
|                                                | Мужское население                              | 10 760                                         | Процент мужского населения, %                  | 52,11  |
|                                                | Женское население                              | 9 887                                          | Процент женского населения, %                  | 47,89  |
| Плотность населения, чел/км²                   | Плотность населения, чел/км²                   | Плотность населения, чел/км²                   | Плотность населения, чел/км²                   | 29,26  |
| Население муниципалитета в % к населению штата | Население муниципалитета в % к населению штата | Население муниципалитета в % к населению штата | Население муниципалитета в % к населению штата | 0,27   |

По данным оценки 2015 года, население муниципалитета составляет 21 991 жителя.

## Статистика
- Валовой внутренний продукт на 2003 год составляет 28 514 781,00 реалов (данные: Бразильский институт географии и статистики).
- Валовой внутренний продукт на душу населения на 2003 год составляет 1586,45 реалов (данные: Бразильский институт географии и статистики).
- Индекс развития человеческого потенциала на 2000 год составляет 0,652 (данные: Программа развития ООН).

## Административное деление
Муниципалитет состоит из 2 дистриктов:
| № | Наименование дистрикта | Наименование дистрикта (порт.) | Территория, км² | Население, чел.(2010) | Население, чел.(2010) | Население, чел.(2010) | Плотность, чел./км² | Код дистрикта |
| № | Наименование дистрикта | Наименование дистрикта (порт.) | Территория, км² | всего                 | городское             | сельское              | Плотность, чел./км² | Код дистрикта |
| 1 | Сан-Жуан-ди-Пирабас    | São João de Pirabas            | 450,72          | 17 117                | 9423                  | 7694                  | 37,98               | 150747405     |
| 2 | Жаперика               | Japerica                       | 254,82          | 3530                  | 1064                  | 2466                  | 13,85               | 150747410     |

## Важнейшие населенные пункты
| № | Населённый пункт    | Населённый пункт (порт.) | Категория | Население чел. (2010) | На карте                       |
| - | ------------------- | ------------------------ | --------- | --------------------- | ------------------------------ |
| 1 | Сан-Жуан-ди-Пирабас | São João de Pirabas      | город     | 9423                  | 0°46′18″ ю. ш. 47°10′39″ з. д. |
| 2 | Жаперика            | Japerica                 | поселок   | 1064                  | 0°50′22″ ю. ш. 47°06′06″ з. д. |
| 3 | Санта-Лузия         | Santa Luzia              | поселок   | 895                   | 0°54′09″ ю. ш. 47°14′16″ з. д. |
| 4 | Назаре              | Nazaré                   | поселок   | 617                   | 0°44′29″ ю. ш. 47°17′29″ з. д. |
| 5 | Патауа              | Patauá                   | поселок   | 500                   | 0°51′23″ ю. ш. 47°10′32″ з. д. |
| 6 | Парада-Мирити       | Parada Miriti            | поселок   | 468                   | 0°48′42″ ю. ш. 47°13′14″ з. д. |
| 7 | Километро 42        | Km 42                    | поселок   | 396                   | 0°50′06″ ю. ш. 47°14′56″ з. д. |